# HighNote Records
HighNote Records ist ein US-amerikanisches Jazz-Label aus New York.
Das Label HighNote Records wurde 1996 von Joe Fields gegründet. Man produzierte in den folgenden Jahren u. a. Cedar Walton, David Fathead Newman, Don Braden, Larry Coryell, John Hicks, der Sänger Mark Murphy, Vincent Herring, Eric Alexander, Tom Harrell, Houston Person, Steve Nelson, Freddy Cole, Etta Jones, Ernestine Anderson, Larry Willis (Blue Fable), Harold Mabern (Mr. Lucky: A Tribute to Sammy Davis Jr.), Freddy Cole (This Love of Mine), Jeremy Pelt (Griot: This Is Important!) und Wallace Roney. Darüber hinaus geben sie auch Reissues klassischer Jazzmusiker wie Art Tatum, Thelonious Monk und Woody Shaw heraus; 2018 erschien Montreal Memories von Frank Morgan, Pat Martino und George Cables.
Eng verbunden mit dem Label ist das Jazz-Label Savant und das Blues-Label Fedora.
Fields, der Mitte der 1960er Jahre bei Prestige Records begann, gründete in den 1970er Jahren Muse Records, das er in den 1980ern verkaufte. Viele der Musiker bei HighNote (und viele seiner Mitarbeiter) waren vorher bei Muse (wie David Newman, Wallace Roney, Mark Murphy).